# Посёлок санатория «Красное»
Посёлок санатория «Красное» — населённый пункт Красновского сельского поселения Михайловского района Рязанской области России.

## География
Посёлок расположен примерно в 16 км к юго-востоку от Михайлова.

## Климат
Климат умеренно континентальный, характеризующийся тёплым, но неустойчивым летом, умеренно суровой и снежной зимой. Ветровой режим формируется под влиянием циркуляционных факторов климата и физико-географических особенностей местности. Атмосферные осадки определяются главным образом циклонической деятельностью и в течение года распределяются неравномерно.
Согласно статистике ближайшего крупного населённого пункта — г. Рязани, средняя температура января −7,0 °C (днём) / −13,7 °C (ночью), июля +24,2 °C (днём) / +13,9 °C (ночью).
Осадков около 553 мм в год, максимум летом.
Вегетационный период около 180 дней.

## История
До середины XX века на территории посёлка располагалось село Красное.
Один из фаворитов Екатерины II, генерал А. П. Ермолов, в конце XVIII века выстроил в Красном селе элегантную усадьбу, которая состояла из пейзажного (английского) парка с прудами, господского дома, церкви и скотного двора.
В 1948 году в усадьбе был открыт туберкулёзный санаторий на 86 коек, работавший до 1976 года.
В 1990-е усадьба восстановлена силами монахов московского Сретенского монастыря. В бывшее дворянское имение въехал монашеский скит, при котором действует детский дом.

## Население
| 2010 |
| ---- |
| 2    |